# Carlo di Limburg-Stirum
Carlo Gaetano Cornelio Maria Francesco-Saverio Ghislain Liutprando di Limburg-Stirum (Huldenberg, 15 settembre 1906 – Bruxelles, 14 giugno 1989) è stato un politico e filantropo belga.
Apparteneva ad un'antichissima famiglia aristocratica del Lussemburgo, ed era figlio del conte Everardo di Limburg-Stirum e della baronessa Louise Gericke d'Herwijnen, mentre sua zia la contessa Maria possedeva e posseggono ancora oggi i suoi discendenti, il castello di Bois Saint Jean nel sud del Belgio.

## Biografia
Il conte Carlo fu educato al ginnasio di Liegi e conseguì la laurea in filologia germanica all'Università di Gand, intraprendendo dal 1937 un'intensa attività politica per il Partito Liberale Belga, divenendo uno dei capi principali del gruppo politico belga dei "cittadini del mondo", anti-nazionalisti e di spinte sia liberali che democratiche. Nonostante ciò, il conte Carlo, che amava molto la tradizione culturale del suo paese, si arruolò nell'artiglieria belga contro i tedeschi che durante la Seconda Guerra Mondiale avevano invaso il Belgio; catturato, passò due anni di detenzione in Germania, per poi essere rilasciato e si unì alla resistenza locale nelle Ardenne, trasformando il suo castello di Bois Saint Jean in uno dei fulcri delle attività anti-naziste e in un deposito di armi per i partigiani belgi. Durante l'offensiva von Rundstedt nel 1944, il castello fu occupato e l'attività partigiana scoperta, quindi il gruppo fu arrestato e detenuto nel campo di concentramento di Buchenwald.
Dopo la guerra il conte fu liberato da un corpo d'armata americano e tornò in Belgio, dove come atto di riconoscenza all'aristocratico partigiano, la gente di Huldenberg raccolse una colletta per ricostruire quelle parti del castello di Bois Saint Jean andate distrutte durante la guerra. Fu eletto senatore per il partito della Democrazia Christiana (1949-1950) e fu Gentiluomo Guardasigilli  per Leopoldo III prima della sua abdicazione, per poi abbandonare la carica nel 1971 e dedicarsi agli aiuti umanitari ai paesi dell'Africa e si prodigò per l'indipendenza del Congo belga; inoltre versò ingenti somme di denaro all'U.N.I.C.E.F. e condusse alcune missioni umanitarie in Giappone in aiuto ai colpiti dagli effetti della bomba atomica.

## Onorificenze

### Onorificenze belga
- Medaglia della resistenza